# 西苑街道 (威海市)
西苑街道，是中华人民共和国山東省威海市环翠区下辖的一个乡镇级行政单位。

## 行政区划
西苑街道下辖以下地区：
蒿泊社区、高家庄社区、谷家洼社区、岳家庄社区、大天东社区、小天东社区、羊角埠社区、徐家疃社区、范家埠社区、牛角沟村、闫家庄村、竹园村和南葛拉村。